# Srpski pastirski pas
Srpski pastirski pas (Српски пастирски пас, Serbisk herdehund) är en hundras från Serbien. Den är en boskapsvaktare (bergshund) och herdehund av molossertyp. Färgen är oftast vit med fläckar i olika färger; alla färger utom rent svart är tillåtna. Srpski Pastirski Pas skiljer sig alltså från övriga bergshundar med ursprung i f.d. Jugoslavien - sarplaninac och kraski ovcar som är varggrå - utan är mer lik den bulgariska balgarsko ovtjarsko kutje. Rasen är inte erkänd av den Fédération Cynologique Internationale (FCI), men är nationellt erkänd av den serbiska kennelklubben Kinološki Savez Republike Srbije (KSS).